# Санта-Барбара (телесеріал)
«Санта-Барбара» (англ. «Santa Barbara») — 2137-серійна мильна опера, США, 1984. Виробництво телекомпанії «Dobson Productions». У США йшов протягом 10 сезонів (1984—1993). Показаний у 50 країнах світу, зокрема в Україні на каналі УТ-2 (нині 1+1).

## Трансляція в Україні
З 02.01.1992. (217 серія) до 01.09.1995. (731 серія) українці дивились серіал російською мовою по російському каналі РТР.
Згодом на цій частоті почав мовити УТ-2. Відповідно з 04.09.1995. (732 серія) по 31.12.1996. (1082 серія) з Пн. по Пт. о 19:30 з повтором о 10:30 серіал транслювався українською мовою (озвучено компанією «Перехід Мідіа»).
Згодом київський дециметровий телеканал Уніка-ТВ продовжив демонструвати серіал з 15.04.1997. (1083 серія) по 11.07.1997. (1139 серія).
Загалом українською мовою показали лише 407 серій.

## Виробництво
Серіал розповідає про життя багатої родини Кепвеллів з міста Санта-Барбара. Крім Кепвеллів, також були присутні і інші сім'ї: від Кепвеллів з Локрідж до менш забезпечених Андраде і Перкінс, які стикалися зі схожими проблемами.
У першому сезоні був присутній центральний сюжет, на якому були зав'язані багато інших: вбивство Ченнінга Кепвеллів-молодшого. Воно відбулося за 5 років до початку подій серіалу, який починається з того, що Джо Перкінса (засудженого за вбивство Ченнінг) випускають з в'язниці за хорошу поведінку і він повертається в Санта-Барбару, щоб довести свою невинність. Як і в будь-який інший мильній опері, майже кожен персонаж був звинувачений у вбивстві Ченнінга-молодшого або тим чи іншим способом був з ним пов'язаний: від наявності байстрюка сина до таємничої смерті його матері і гомосексуальності.
Вихід перших епізодів шоу супроводжувався сильною критикою, яка називала серіал «найгіршою програмою на телебаченні», але сценаристи і продюсери Джером Добсон і Бріджет Добсон швидко прибрали з сюжету багатьох акторів за допомогою землетрусу і серійного вбивці. Під час самого землетрусу один з основних персонажів Денні Андраде його благополучно проспав. Мінкс Локрідж (Джудіт Андерсон) навіть не засмутилася, повідомивши, що землетрус в 1984 не йде ні в яке порівняння з землетрусом 1925. Пізніше, під час чергового поштовху, вона опинилася замкненою в порожньому саркофазі. На щастя, онуки швидко виявили її і вона не пошкодила собі нічого, крім свого его.
Зібравши разом таких популярних персонажів, як Іден Кепвелл (Марсі Вокер) і Круз Кастільо (Ей Мартінес), Сісі Кепвелл (Чарльз Бейтман, пізніше Джед Аллан) і його дружина Софія (Джудіт Макконнелл), Мейсон Кепвелл (Лейн Девіс) і Джулія Уейнрайт (Ненсі Лі Гран), Джина Блейк Демотт Кепвелл Тіммонс (Лінда Гіббоні, пізніше Робін Меттсон), Августа і Лайонел Локрідж (Луїза Сорель і Ніколас Костер), серіал зміг досягти хорошого рівня і повільно, але впевнено підвищував свій рейтинг.
Серіал відомий своїм комедійним стилем і незвичайним сценарієм. Наприклад, в серії від 14 липня 1986, колишня черниця Мері Дюваль Маккормік (актриса Гарлі Джейн Козак) була убита величезною неонової буквою «С» (перша буква від «Capwell» на вивісці готелю Кепвеллів), коли вона стояла на даху готелю (пізніше на це було посилання в мультфільмі American Dad, коли другорядний персонаж згадав, що його дружина загинула через «великий С»: що означає не «рак» (cancer), а першу букву вивіски «Coca-Cola»), і, незважаючи на величезну кількість листів від фанатів (які вимагали повернути Мері в серіал), Козак повідомила через пресу, що «не має бажання повертатися в серіал або будь-яку іншу „мильну оперу“».
У 1988 Добсон було заборонено присутність на студії після кількох їхніх спроб звільнити головного сценариста. Вони подали до суду, і зрештою виграли процес, але магію було вже не повернути. Рейтинги серіалу продовжували падати, навіть незважаючи на те, що він виграв 3 нагороди «Еммі» поспіль за найкращу денну драму.
Під керівництвом Джилл Фаррен Фелпс основний серіалу знову став обертатися навколо Круза і Іден. Однією зі спірних ліній стало жорстоке зґвалтування Іден і відкриття, що насильником був її гінеколог Зак Келтон (Лі Макклоскі), який оглядав її після зґвалтування. Макклоскі стверджував, що йому не подобався цей сюжет, тому що він вважав, що жінки не повинні боятися гінекологів. Після смерті Зака Келтон Макклоскі повернувся в серіал у ролі нового персонажа окружного прокурора Ітана Ешера.
Фелпс пішла з серіалу на початку 1990-х після того, як її знизили і замінили Джоном Конбоем на посаді виконавчого продюсера. Пізніше Конбоя замінив Поль Раух, який і став останнім виконавчим продюсером «Санта-Барбари» (за іронією долі, всі троє продюсерів пізніше прийшли в давню мильну оперу («Дороговказне світло» / «Guiding Light»). Багато акторів головних ролей в серіалі пішли з тієї чи іншої причини (Робін Райт, Лейн Девіс, Марсі Вокер, Джастін Дис). Популярна актриса Луїза Сорел була звільнена через своє небажання грати роман з Дешем Николсом (Тімоті Гіббс), чоловіком, який зґвалтував сестру Августи Джулію. Іден, Круз і велика частина Локрідж також була прибрана, і одночасно введені нові персонажі, яких грали такі зірки як Кім Зіммер, Джек Вагнер і Сідні Пенні, і які зайняли більшу частину ефірного часу серіалу. Однак рейтинги продовжували падати все більше і більше, що призвело до вирішення завершити серіал. Заключна серія вийшла 15 січня 1993. У ній Софія і Сісі Кепвелл (Джудіт Макконнелл і Джед Аллан) нарешті помирилися, Келлі (Айлін Девідсон, 4-а актриса в ролі) знайшла свою любов з Коннором МакКейб (Чарльз Грант), якому довелося роззброювати Енді Кляйн на весіллі Уоррена і Бі Джей.

## Акторський склад
- Джудіт Андерсон — Мінкс Локрідж #1
- Дженіс Пейдж — Мінкс Локрідж #2
- Джед Аллан — СіСі Кепвелл #6
- Джудіт Макконнелл — Софія Вейн Кепвелл, графиня Армонті
- Ніколас Костер — Лайонел Локрідж
- Луїза Сорель — Августа Локрідж
- Робін Меттсон — Джина Кепвелл
- Лейн Девіс — Мейсон Кепвелл
- Марсі Вокер — Іден Кепвелл
- Ей Мартінес — Круз Кастільйо
- Робін Райт — Келлі Кепвелл #1
- Ейлін Девідсон — Келлі Кепвелл #4
- Тодд Маккі — Тед Кепвелл
- Ненсі Лі Гран — Джулія Вейнрайт
- Крістен Медоуз — Вікторія Лейн Кепвелл
- Маргарита Кордова — Роза Андраде
- Джина Гальєго — Сантана Андраде
- Брендон Колл — Брендон Кепвелл #2
- Джастін Гоккі — Брендон Кепвелл #6
- Ширлі Енн Філд — Памела Кепвелл Конрад #1
- Мардж Дюсей — Памела Кепвелл Конрад #2
- Джон Аллен Нельсон — Воррен Локрідж #1
- Джек Вагнер — Воррен Локрідж #3
- Джулія Ронні — Лейкен Локрідж
- Гарлі Джейн Козак — Мері Дюваль
- Девід Гескелл — Нік Гартлі
- Пейдж Мозлі — Ділан Гартлі
- Річард Іден — Брік Воллес
- Керрі Шерман — Емі Перкінс Воллес
- Роберт Талер — Перл Бредфорд
- Джон Консідін — Грант Кепвелл
- Роберт Браян Вілсон — Ченнінг Кепвелл-молодший
- Террі Девіс — Мадлен Лоран
- Джулія Кемпбелл — Кортні Кепвелл
- Браян Метьюз — Девід Лоран
- Джозеф Боттомс — Керк Кренстон
- Террі Тріс — Шейла Карлайл
- Джастін Діс — Кейт Тіммонс
- Лінн Кларк — Лілі Лайт
- Еллі Вокер — Андреа Бедфорд
- Леонор Касдорф — Керолайн Вілсон Локрідж
- Майкл Даррелл — доктор Алекс Ніколас
- Шерілін Волтер — Елена Ніколас
- Карен Монкріфф — Касандра Бенедикт
- Росс Кеттл — Джеффрі Конрад
- Стейсі Едвардс — Гейлі Бенсон
- Рік Едвардс — Джейк Мортон
- Стелла Стівенс — Філліс Блейк
- Тоні Кітейн — Ліза ДіНаполі
- Теа Леоні — Ліза ДіНаполі (тимчасова заміна)
- Вінсент Ірізеррі — доктор Скотт Кларк
- Скотт Джек — Кейн Гарвер
- Джейн Роджерс — доктор Гізер Доннеллі
- Крістофер Маєр — Ті Джей Деніелс
- Джейн Сіббетт — Джейн Вілсон
- Лі Макклоскі — доктор Зак Келтон
- Джон Ліндстром — Марк Маккормік
- Кеті Шовер — Дженіс Гаррісон
- Тріша Каст — Крісті Дюваль
- Грейс Забріскі — Теда Дюваль Бассет
- Річард Гетч — Стівен Слейд
- Сідні Пенні — Бі Джей Вокер
- Бен П'яцца — доктор Роулінс
- Темлін Томіта — Мін Лі
- Марк Марголіс — Гельмут Дітер
- Саманта Еггар — Памела Кепвелл у спогадах
- Леонардо Ді Капріо — Мейсон Кепвелл у дитинстві
- Томас Ян Ніколас — Стівен Слейд у дитинстві
- Джордж Чакіріс — Деніел Еспіноза
- Армелія Макквін — медсестра Едді
- Ліз Шерідан — медсестра Грета Бейлі
- Філісія Рашад — Феліція Далтон
- Чак Макканн — Кріс Крінгл
- Барбара Тарбак — сестра Аллегра
- Ейб Віґода — Лайл Де Франко
- Барбара Кремптон — Паула
- Джон Веслі Шипп — Мартін Елліс
- Фейт Мінтон — Ільза
- Джессі Лоуренс Фергюсон — Вілкокс
- Денніс Фімпл — шериф
- Джим Бівер — Енді
- Кен Форі — пілот гелікоптера
- Тім Роббінс — чоловік (епізод)
- Ширі Епплбі — дівчинка (епізод)